# غراب سميك المنقار
يشترك  الغُراب سميك المنقار (الاسم العلمي: Corvus crassirostris)، وهو غُراب من القرن الأفريقي، مع الغُراب المألوف في تميزه كونه أكبر طائر في فصيلة الغُرابيات، وبالفعل أكبر طائر من الجواثم. يبلغ متوسط طوله 64 سم، ويبلغ مداه 60 إلى 70 سم، ويزن حوالي 1.15 كجم، في الإناث و1.5 كجم (3.3 رطل) في الذكور في المتوسط. حجمه هو نفس الحجم تقريبًا مثل أكبر سلالات الغُراب المألوف (أي تلك الموجودة في جبال الهيمالايا وجرينلاند/شمال غرب المحيط الأطلسي الكندي) ولكن بعض الأنواع الفرعية للغُربان المألوفه أصغر نوعًا ما، وبحسب متوسط الأوزان، من المحتمل أن يكون الغُراب سميك المنقار هو أثقل الطيور الجاثمة الموجودة. إضافة إلى أنه أثقل بنسبة 25% في المتوسط من طائر القيثارة في أستراليا، والذي يُطلق عليه أحيانًا خطأ تسمية أكبر طائر جاثم.
لها منقار كبير جدًا مضغوط جانبيًا ومنحني بعمق في المظهر الجانبي مما يمنح الطائر مظهرًا مميزًا للغاية. هذا المنقار وهو الأكبر من أي طير جاثِم بطول 8-9 سم، أسود مع طرف أبيض وله أخاديد أنفية عميقة مع أغطية خفيفة فقط من شعيرات الأنف. ريش هذا الغُراب قصير جدًا على الرأس والحلق والرقبة. الحلق والصدر العلوي لهما ملمع بني زيتي، في حين أن باقي الطائر أسود لامع باستثناء بقعة بيضاء مميزة من الريش على مؤخرة العنق وعلى الرقبة.